# هيو جاك
هيو جاك (بالإنجليزية: Hugh Jack)‏ هو منافس ألعاب قوى أسترالي، ولد في 19 ديسمبر 1929، وتوفي في 19 ديسمبر 2018.

## وصلات خارجية
- هيو جاك على موقع النتائج التاريخية لألعاب القوى الأسترالية (الإنجليزية)
- هيو جاك على موقع أوليمبيديا (الإنجليزية)
- هيو جاك على موقع اللجنة الأولمبية الأسترالية (الإنجليزية)